# Rudolf von Scala

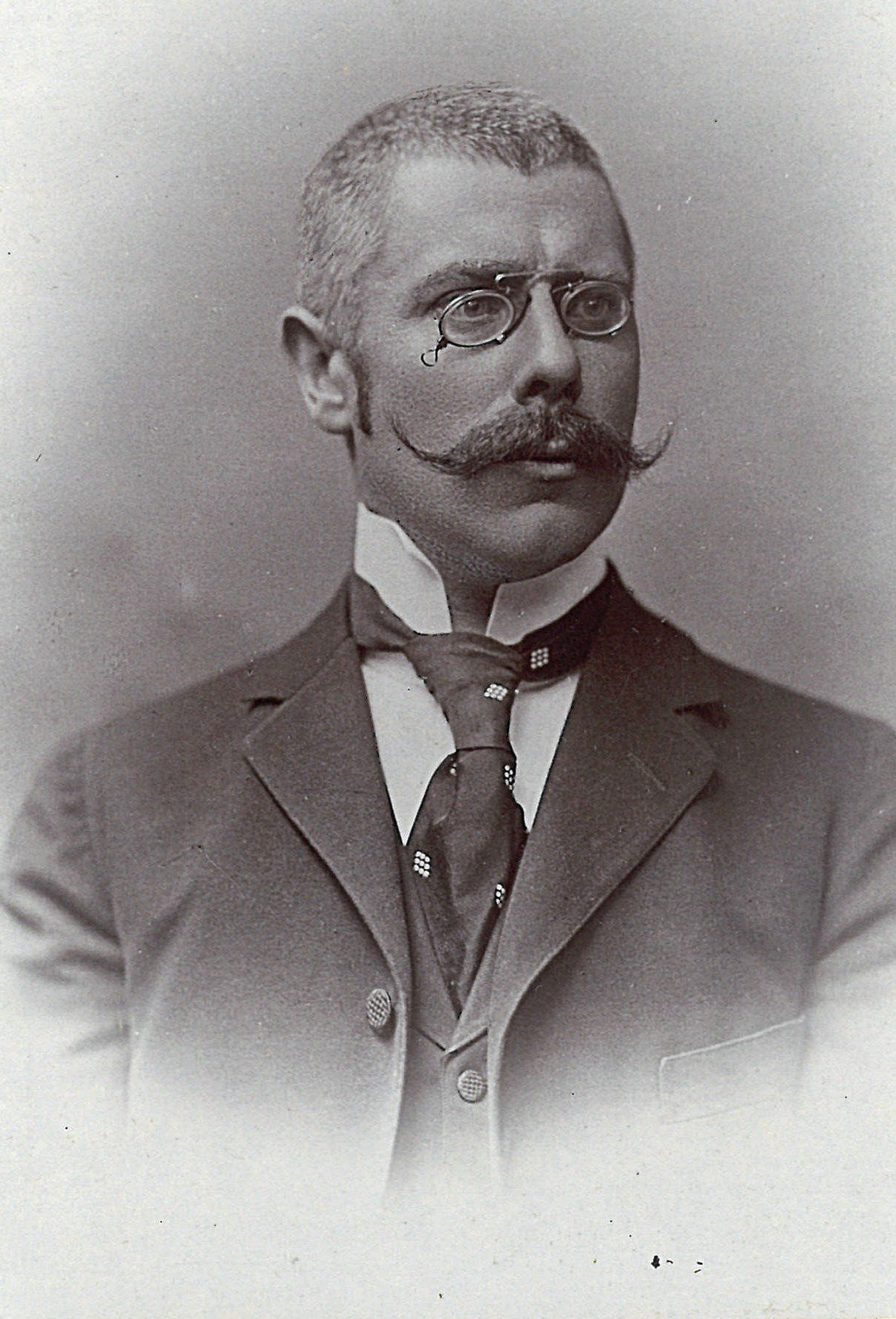
Rudolf von Scala zur Zeit seiner Professur an der Universität Innsbruck

Rudolf Prosper Alois von Scala (* 11. Juli 1860 in Wien; † 9. Dezember 1919 in Graz) war ein österreichischer Althistoriker.

## Leben
Rudolf von Scala studierte von 1877 bis 1882 Klassische Philologie, Geschichte und Germanistik an der Universität Wien. 1877 wurde er in Wien Mitglied des Oberösterreichisch-akademischen Vereins Germania, der heutigen Akademischen Burschenschaft Oberösterreicher Germanen. Er schloss das Studium mit dem Lehramtsexamen in den Fächern Geografie und Geschichte sowie mit der Promotion zum Dr. phil. ab. Nach dem Probejahr in Wien und einem Jahr als Vertretungslehrer in Salzburg vertiefte von Scala seine Studien 1884/1885 an den Universitäten zu Bonn und Tübingen. Der Philologische Verein Bonn im Naumburger Kartellverband ernannte ihn zum Ehrenmitglied.
1885 ging von Scala an die Universität Innsbruck. Seine Habilitation für das Fach Alte Geschichte im selben Jahr war die erste Habilitation in diesem Fach an der Universität Innsbruck. Zunächst lehrte von Scala als Privatdozent. Als solcher erhielt er kein Gehalt und war auf Kolleggelder und Nebenverdienste angewiesen. 1892 wurde er zum außerordentlichen Professor ernannt, aber erst ab 1894 erhielt er ein reguläres Gehalt. 1896 wurde er schließlich zum ordentlichen Professor ernannt. Damit war er der erste Lehrstuhlinhaber seines Faches in Innsbruck. 1903 wählte ihn das Österreichische Archäologische Institut zum korrespondierenden Mitglied.
Durch seine Tätigkeit in der akademischen Lehre und Selbstverwaltung erwarb von Scala einiges Ansehen. In den Jahren 1903/1904 und 1911/1912 fungierte er als Dekan der philosophischen Fakultät, im Jahr 1907/1908 wurde er zum Rektor der Universität gewählt. In seine Amtszeit fiel die Wahrmund-Affäre, während der sich von Scala entschieden für die Lehrfreiheit an der Universität Innsbruck einsetzte. Als Angehöriger der Deutschnationalen Bewegung war er auch publizistisch und politisch tätig (als Obmannstellvertreter der Deutschen Mittelstandspartei).
1917 wurde von Scala an die Universität Graz berufen und zum Hofrat ernannt. Sein dortiges Wirken war nur kurz: Er starb 1919 im Alter von 59 Jahren und wurde auf dem St.-Leonhard-Friedhof beigesetzt.
Als Schüler von Max Büdinger in Wien und Alfred von Gutschmid in Tübingen hatte von Scala das Anliegen, in seiner wissenschaftlichen Arbeit ein Gesamtbild der historischen Entwicklungen zu schaffen und Zusammenhängen nachzugehen. Seine Arbeiten beruhten auf evolutionistischen Ansätzen. Er veröffentlichte hauptsächlich Schriften über griechische Geschichte mit den Schwerpunkten griechischer Staatsverträge und hellenistischer Geschichtsschreibung (Polybios).

## Schriften (Auswahl)
- Der pyrrhische Krieg. Parrisius, Berlin u. a. 1884 (erweiterte Dissertation).
- Die Studien des Polybios. Band 1. Kohlhammer, Stuttgart 1890, (mehr nicht erschienen[6]).
- Die Staatsverträge des Altertums. Band 1. Teubner, Leipzig 1898, (mehr nicht erschienen[6]; weitere Bände von Hermann Bengtson, Hatto H. Schmitt und R. Malcolm Errington).
- Das Griechentum in seiner geschichtlichen Entwicklung (= Aus Natur und Geisteswelt. Bdch. 471, ZDB-ID 516263-4). Teubner, Berlin u. a. 1915.